# Conferencia de Calais (julio de 1915)
La Conferencia de Calais tuvo lugar en la ciudad francesa de Calais el 6 de julio de 1915. Tenía la intención de mejorar la comunicación entre los gobiernos británico y francés sobre la estrategia para la Primera Guerra Mundial. Fue la primera reunión cara a cara entre los primeros ministros británico y francés H. H. Asquith y René Viviani. La reunión estuvo mal organizada y no se hizo un registro formal de las decisiones. Los franceses pensaron que los británicos se habían comprometido con una gran ofensiva en el frente occidental, mientras que los británicos pensaron que habían persuadido a los franceses de que el principal esfuerzo británico ese año debería estar en la campaña de Galípoli. Una reunión entre líderes militares en la conferencia llevó a que se estableciera un objetivo de 70 divisiones para la Fuerza Expedicionaria Británica, lo que requeriría la imposición del servicio militar obligatorio.

## Fondo
La conferencia se llevó a cabo el 6 de julio de 1915 y fue la primera reunión cara a cara entre el primer ministro británico H. H. Asquith y su equivalente francés René Viviani. Las partes habían convocado la conferencia ya que ambas reconocieron que la estrategia de guerra no se podía planificar de manera efectiva a través de los lentos canales diplomáticos de antes de la guerra. La conferencia marcó un compromiso con una toma de decisiones más rápida sobre el curso de la guerra.

## Conferencia
En la mañana de la conferencia, el secretario de Estado británico para la Guerra, Lord Kitchener, se reunió con el comandante en jefe francés Joseph Joffre en el vagón de tren que llevó a la delegación francesa a Calais. Kitchener acordó proporcionar a Joffre un calendario para el despliegue de nuevas divisiones británicas (el llamado Ejército de Kitchener) en el frente occidental, que Joffre había estado solicitando durante meses. El cronograma permitiría a Joffre planificar nuevas ofensivas, sabiendo que la línea podría reforzarse con tropas británicas si ocurrían pérdidas. La conferencia se inauguró más tarde esa mañana. Viviani permitió que Asquith abriera el evento, lo que hizo con un discurso pronunciado en su vacilante francés; el discurso había sido traducido apresuradamente del inglés por el diplomático George Clerk. Maurice Hankey, el secretario británico del Consejo de Guerra, describió la conferencia como un «caos» y los procedimientos fueron de naturaleza «de la edad de piedra», ya que se permitió que todas las discusiones tuvieran lugar solo en francés. El general francés Ferdinand Foch, responsable del enlace entre las fuerzas británicas y francesas en el campo, ni siquiera fue invitado a la conferencia porque los franceses sintieron que Joffre los representaba más adecuadamente.
Durante los procedimientos, Asquith confirmó que la posición británica era que el frente occidental sería el foco principal, pero que conservaba la libertad de actuar en otros lugares a medida que surgiera la situación. Los británicos también intentaron persuadir a los franceses para que retrasaran la reanudación de las operaciones ofensivas en el frente occidental. En el curso de los procedimientos, Kitchener aceptó una propuesta francesa de que la Fuerza Expedicionaria Británica debería alcanzar las 70 divisiones, un objetivo que resultó imposible de alcanzar sin la introducción del servicio militar obligatorio (que siguió en 1916). Debido a la mala organización, no hubo secretarios presentes para registrar el resultado de las discusiones. Esto condujo a un malentendido en el sentido de que los franceses creían que los británicos se habían comprometido a una gran ofensiva en el frente occidental más tarde ese verano, mientras que los británicos pensaban que habían persuadido a los franceses de que el principal esfuerzo británico ese año debería estar en la campaña de Galípoli.

## Secuelas
El día después de la conferencia se llevó a cabo una conferencia puramente militar entre oficiales británicos y franceses en el Grand Quartier Général en Chantilly. A raíz de la conferencia, el gobierno británico estableció el Comité de Recursos de Guerra para determinar qué tamaño de ejército podría desplegarse mediante el servicio militar obligatorio en 1916. Con la insistencia francesa, los británicos reanudaron la ofensiva en el frente occidental a partir del 25 de septiembre, en la batalla de Loos. En diciembre de 1915, se llevó a cabo otra conferencia anglo-francesa en la que los británicos abogaron por la evacuación del Frente de Salónica.